# Fray
Fray är en serie i åtta band som handlar om Melaka Fray. Serien skriven av Buffy och vampyrerna-skaparen Joss Whedon och är tecknad av Karl Moline och Andy Owens. Serien handlar om Melaka Fray som är en Dråpare i framtiden. Vidare är Fray en spin-off ur serien Buffy och vampyrerna och bygger vidare på The Slayer-konceptet. Rollfiguren Melaka Fray förekommer också i boken Tales of the Slayers. Serien har en ganska stark koppling till Buffy och vampyrerna, men den behandlar mer hur det är att vara Dråparen i framtiden.